# Selumetinib
El selumetinib, comercializado bajo la marca Koselugo, es un medicamento utilizado para tratar los neurofibromas plexiformes que se encuentran en la enfermedad llamada Neurofibromatosis tipo 1. Se toma por vía oral dos veces al día.
Los efectos secundarios más frecuentes son dolor de cabeza, dolor abdominal, cansancio, dolor muscular, erupción cutánea, fiebre y picor. Otros efectos secundarios pueden ser inflamación del corazón, problemas oculares, descomposición muscular y hemorragias. Su uso durante el embarazo puede dañar al bebé. Actúa bloqueando la proteína cinasa activada por mitógenos cinasa 1 y 2.
El selumetinib fue aprobado para uso médico en Estados Unidos en 2020 y en Europa en 2021. En Estados Unidos, un año de tratamiento a una dosis de 25 mg dos veces al día cuesta alrededor de 150 000 USD a partir de 2021.